# Jurinella vargas
Jurinella vargas là một loài ruồi trong họ Tachinidae.